# Miss You 2
A Miss You 2 Gabrielle Aplin és Nina Nesbitt kislemeze, amit 2020. január 3-án adott ki a Never Fade Records és az AWAL. A dal a 2016-os Miss You új verziója.

## Háttere
Aplin és Nesbitt régi barátok, a közös munka az ő és rajongóik kívánsága is volt. Nesbitt azt mondta, hogy „Örülök, hogy közreműködhetek Gabrielle Miss You-jában. Régóta ismerjük egymást, és 2011-ben egyik első fellépésemen mellette játszottam. Nagy rajongója vagyok, és örülök, hogy végül lehetőségünk nyílik a közös munkára.” Aplin szerint „Annyira boldog vagyok, hogy Nina közreműködik a Miss You-ban. Mindketten egyidőben váltunk művészekké. Egy örökké változó iparág mindkét oldalát megtapasztaltuk, és mindketten úgy döntöttünk, hogy magunk vesszük kezünkbe pályafutásunkat és sikerünket. A Miss You számomra a kezdet, és izgatott vagyok, hogy hallhatom Nina hangját az egyik kedvenc felvételemen.”

## Videóklip
A videóklip egy leszbikus párról szól, akik épp szakítottak, de nem tudják egymást elengedni; egyikük Aplinnel, másikuk Nesbittel randizik. A klip egyes jeleneteiben Aplin és Nesbitt együtt szerepel.
A videó kezdetén Aplin és és társa autóban, a következő jelenetben pedig egy kávézóban ülnek, ahol a másik nő nem figyel Aplinre, mivel exbarátnőjére gondol. Egy vágást követően ő és exe ugyanitt láthatóak, majd a videó visszatér a jelenbe, amikor Aplin távozik és a nő egyedül marad. Később Nesbitt és társa vitáznak, amikor egy múltbeli jelenet látható, ahol a másik lány és exe csókolóznak, majd a videó visszatér a jelenbe, ahol a lány egyedül a távolba néz. A lány exbarátnőjének ír üzenetet, amikor Nesbitt egy mosoly kíséretében megjelenik.
Az első lány nem látja az üzenetet, mivel telefonját a kávézóban felejtette; a következő jelenetben Aplin vigasztalja.
A klip végén a második lány egy ajtón kilépve látható.

## Helyezés
| Lemezeladási lista (2019        | Legjobb helyezés |
| ------------------------------- | ---------------- |
| Új-zélandi kislemezlista (RMNZ) | 30               |

## Kiadás
| Régió              | Dátum           | Formátum  | Kiadó                   |
| ------------------ | --------------- | --------- | ----------------------- |
| Egyesült Királyság | 2020. január 3. | Digitális | Never Fade Records AWAL |

## Fordítás
- Ez a szócikk részben vagy egészben  a   Miss You 2 című angol Wikipédia-szócikk ezen változatának fordításán alapul.  Az eredeti cikk szerkesztőit annak laptörténete sorolja fel. Ez a jelzés csupán a megfogalmazás eredetét és a szerzői jogokat jelzi, nem szolgál a cikkben szereplő információk forrásmegjelöléseként.